# وینیفرد اشبی
وینیفرد اَشبی (انگلیسی: Winifred Ashby؛ ‏ ۱۳ اکتبر ۱۸۷۹ – ۱۹ ژوئیهٔ ۱۹۷۵) آسیب‌شناس آمریکاییِ متولدِ بریتانیا بود که به‌دلیل ابداع و توسعه روش اَشبی برای تعیین میزان بقای گلبول‌های قرمز شناخته شده است.
او در لندن به‌دنیا آمد و در سن ۱۴ سالگی با خانواده اش به ایالات متحده آمریکا مهاجرت کردند. وی ابتدا به دانشگاه نورث‌وسترن و سپس به دانشگاه شیکاگو رفت و مدرک کارشناسی خود را دریافت داشت. سپس در سال ۱۹۰۵ از دانشگاه واشینگتن در سنت لوئیس کارشناسی ارشد گرفت. وی مدتی در دبیرستان دروس شیمی و فیزیک تدریس می‌کرد تا آنکه تصمیم گرفت تحصیلات خود را ادامه دهد. در نتیجه برای تحصیل در رشته‌های ایمنی‌شناسی و آسیب‌شناسی به مایو کلینیک رفت. وی سرانجام در سال ۱۹۲۱ پی‌اچ‌دی خود را از دانشگاه مینه‌سوتا دریافت داشت و یکی از نخستین زنانی بود که در آن روزگار پی‌اچ‌دی داشت. وی مشارکت‌های علمی مهمی در حوزهٔ خون‌شناسی و باکتری‌شناسی دارد و پژوهش‌هایی در زمینهٔ مورد فعالیت کربنیک آنهیدراز در دستگاه عصبی مرکزی و همچنین در مورد سندرم مرگ ناگهانی نوزاد انجام داد.